# Vườn quốc gia Sehlabathebe
Vườn quốc gia Sehlabathebe nằm trong dãy núi Maloti thuộc Quận Qacha của Nek, Lesotho, và là một phần của Khu bảo tồn xuyên biên giới Maloti-Drakensberg rộng lớn hơn. Đây là khu vực đa dạng sinh học nổi bật cũng như là một di sản văn hóa quan trọng. Vườn quốc gia được thành lập vào ngày 08 tháng 5 năm 1969. Cảnh quan bị chi phối bởi đồng cỏ các loại. Hệ sinh thái lớn hơn như một toàn thể thực hiện chức năng vô giá, trong đó có việc cung cấp nước ngọt cho Lesotho, Nam Phi và Namibia.
Vườn quốc gia này đã được bổ sung vào Danh sách Di sản thế giới của UNESCO dự kiến là vào ngày 8 tháng 10 năm 2008 theo thể loại hỗn hợp. Nhưng nó đã được đưa vào Khu bảo tồn xuyên biên giới Maloti-Drakensberg vào năm 2013 như là một công viên Hòa bình.

## Lịch sử
Đây là vườn quốc gia đầu tiên của Lesotho, và là vườn quốc gia lớn thứ hai của quốc gia này. Vườn quốc gia có phong cảnh vô cùng đẹp mắt, nơi hoang dã, câu cá thú vị. Sehlabathebe có nghĩa là "lá chắn của cao nguyên", phản ánh những đồng cỏ, hoa dại cùng sự im lặng đêm lại một cảm giác hoàn toàn tách biệt.

## Vị trí
Nằm ở phía đông nam của Lesotho, ở độ cao trung bình khoảng 2.400 mét so với mực nước biển. Đây là khu vực gần như không thể tiếp cận vì ở khá xa, việc đi lại khó khăn.
Khả năng tiếp cận tốt nhất là đi du lịch bằng cách theo những người dân địa phương trên lưng ngựa hoặc đi bộ. Di chuyển từ Bushman của Nek, gần Underberg, KwaZulu-Natal.
Tại một số địa điểm thuộc vườn quốc gia và gần đó có các khu định cư cho khách du lịch cư trú tại Sehlabathebe và Mavuka.